# Punta Azopardo
La Punta Azopardo es un accidente geográfico costero ubicado en el Departamento Deseado en la Provincia de Santa Cruz (Argentina), más específicamente en la posición 47°56′S 65°48′O / -47.933, -65.800. Se ubica en el centro de la bahía del Oso Marino. La altura máxima aproximada es de 40 metros sobre el nivel del mar. El nombre de la punta es en honor al primer jefe naval argentino en el año 1811, el maltés nacionalizado argentino Juan Bautista Azopardo.
Esta punta está constituida por afloramientos porfíricos ignimbríticos de la formación Bahía Laura que separa dos bahías, una al norte y otra al sur (Bahía Azopardo) que constituyen en conjunto la bahía del Oso Marino. Presenta una cubierta sedimentaria en su cara sur, mientras que la cara sur constituye un paredón rocoso que cae a pique en el mar.
En la parte más alta de la punta se ubica la baliza Azopardo. Se trata de una estructura troncopiramidal de color negro que presenta dos franjas horizontales amarillas y una central de color negro.